# Протопопов, Владимир Васильевич (депутат)
Влади́мир Васи́льевич Протопо́пов (22 января 1948 года, г. Резекне Латвийской ССР) — депутат Государственной Думы Российской Федерации II созыва (1998—1999). Заслуженный машиностроитель Российской Федерации.

## Биография
Окончил Тольяттинский политехнический институт, инженер-механик, аспирантуру Московского станкоинструментального института, кандидат технических наук.
Трудовую деятельность начинал в 1964 г. токарем на Армавирском машиностроительном заводе.
Спустя шесть лет на Волжском автомобильном заводе (ВАЗ) в г. Тольятти, где проработал в 1970—1979 гг. на различных инженерных должностях. Оттуда перевелся на Камский автомобильный завод (КамАЗ), в г. Набережные Челны проработал с 1979 по 1987. С 1987 г. — директор Нижнекамского завода автосамосвалов (после приватизации в 1993 г. — АО «Нижнекамский автомобильный завод»). В 1993—1998 гг. — генеральный директор АО «Нефтекамский автомобильный завод» (НефАЗ).
Одновременно, с 1992 г. член Совета директоров Башпромбанка.
Избирался народным депутатом Верховного Совета Башкирской АССР 9-го и 12-го созывов, депутатом Государственного Собрания Республики Башкортостан.
В 1997 году выдвинут кандидатом в депутаты Государственной Думы РФ на место скончавшегося в августе 1997 года Альзама Тухватуллиновича Сайфуллина. Выдвинут коллективом ОАО «Нефтекамский автозавод» и избирательным объединением "Всероссийское общественно-политическое движение «Наш дом — Россия». 8 февраля 1998 года избран на дополнительных выборах депутатом Госдумы от Бирского одномандатного избирательного округа № 3.
С 09/02/98 по 06/03/98 не состоял в депутатских объединениях. С 07/03/98 по 22/10/99 — член фракции Всероссийского общественно-политического движения «Наш дом — Россия». С 23/10/99 не состоит в депутатских объединениях.
С 19/03/98 — член комитета ГД по собственности, приватизации и хозяйственной деятельности.

## Награды
Награждён орденом Дружбы Народов.